# Рексизм

Прапор Рексистів

Рекси́зм (фр. Rexisme, Parti Rexiste) — бельгійський фашистський рух.

## Поява
З'явилася в 1930-х роках як католицька організація для студентів. Лідером групи став студент Леон Дегрель. Рух був антикомуністичним і співпрацював з італійськими фашистами.
У 1936 році організація відходить від католицьких позицій і стає більш світською. Існувала також фландрійська гілка партії яку очолював Пол Мон.
Організація здобула популярність у Валлонії.
На виборах в травні 1936 року партія отримала 33 місця в парламенті (21 в Палаті представників і 12 в Сенаті). У Фландрії партія отримала 72000 голосів (7 %). На виборах 1939 Рексисти виграли тільки чотири місця в палаті представників і одне місце у Сенаті.

## Співпраця
Між серпнем 1936 і травні 1937 рексисти отримали щомісячну допомогу в розмірі 250 тисяч лір, після відвідування Леоном Дегрельом Беніто Муссоліні. 26 вересня 1936 він зустрівся з Адольфом Гітлером і отримав 100 тисяч рейхсмарок.
Після вторгнення Німеччини до Бельгії рексисти були заарештовані, але незабаром звільнені і почали співпрацю з німецькою окупаційною владою. Це викликає супротив деяких рексистів, особливо, католиків. Люсьєн Мейер і Тео Симон в жовтні 1940 року організовують рух опору.
Рексисти концентрувалися в Валлонії і тому Брюссель і Фландрія контролювалися Національною асоціацією Фламандрії.
1941 року Деграль проголошує, що рексизм сповідує туж ідеологію, що і німецькі нацисти і італійські фашисти.
20 липня 1941 Деграль починає формування дивізії СС «Валлонія». Добровольців відправили на східний фронт. Але після суворої зими у лютому 1942 року дивізію відправляють до Бельгії.

## Кінець
Після звільнення Бельгії Рексизм був заборонений. На 30 березня 1945 Рексизм був офіційно розпущений, як політичний рух.
Дегрель втік до Іспанії, і не був виданий. Це тому, що він користувався захистом каудильйо і генерала Франко і отримав іспанське громадянство. Врешті-решт він помер у Малазі 31 березня 1994 .
В 1970-х колишній член дивізії Валлонія Жан-Роберт Деббот спробував відродити рух і на виборах 1974 отримав 2 164 голосів у Брюсселі.